# 维也纳圣伯多禄教堂

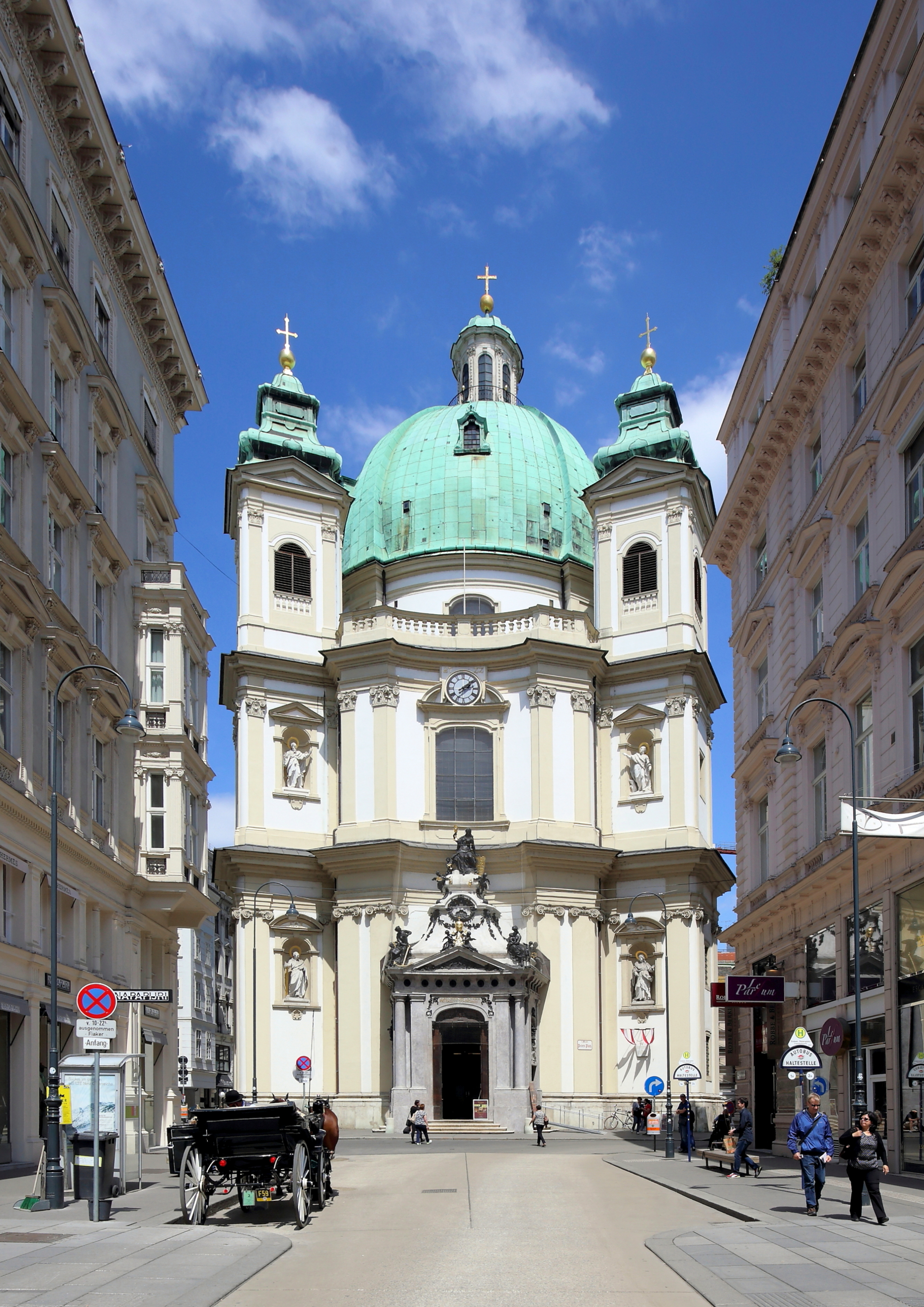
从格拉本大街看圣伯多禄教堂

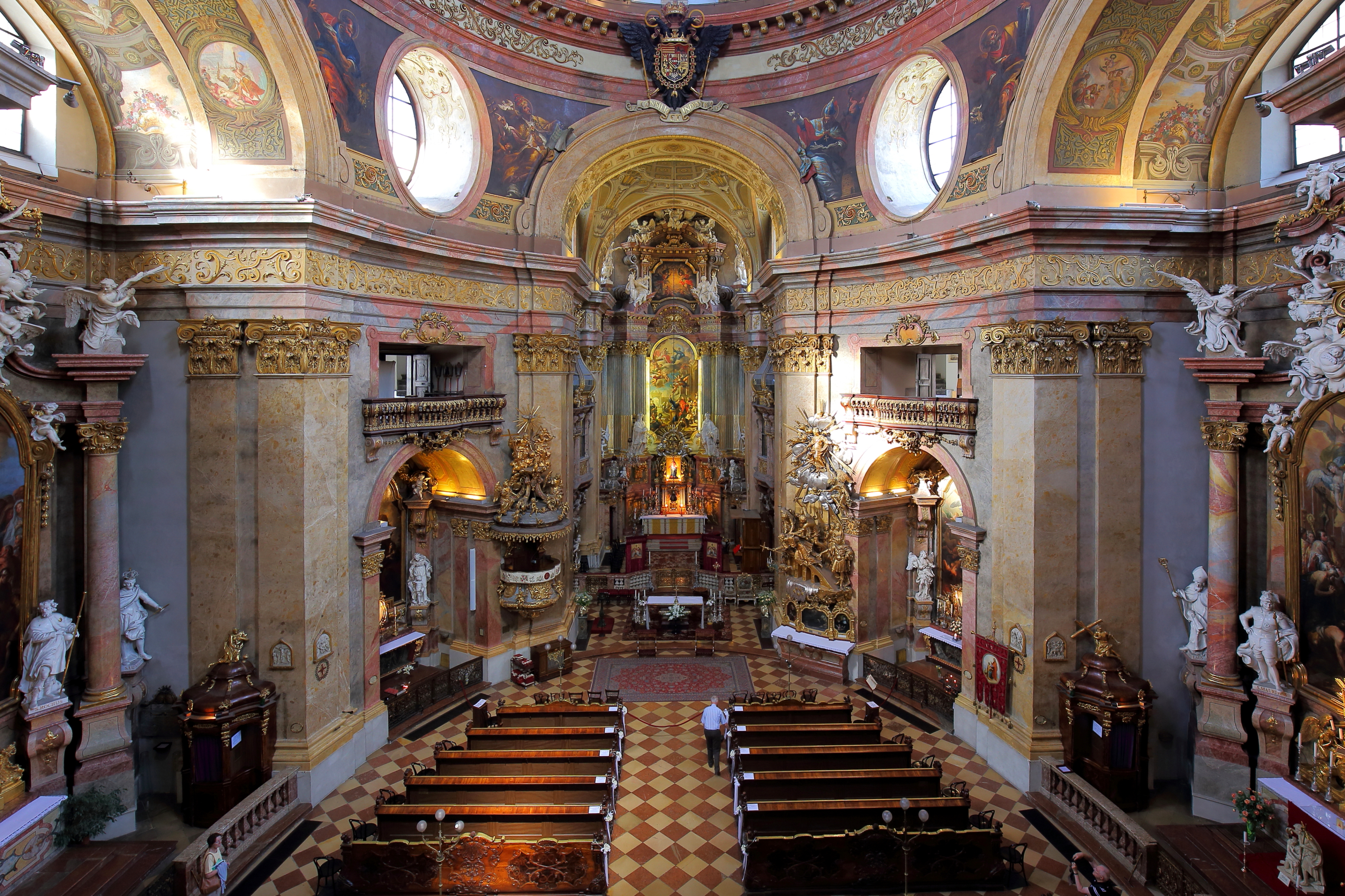
祭坛上方

维也纳圣伯多禄教堂（德語：Peterskirche）是奥地利首都维也纳的一座古老的天主教教堂，建筑风格为巴洛克式，面向西南方，距离格拉本大街颇近，修建于1701年到1733年，长50米，宽20米，高56.8米，可容纳400人。历史上曾经发生过许多事件。1970年，维也纳总主教将这座教堂移交给主业会的神父管理。